# Virgin EMI Records
Virgin EMI Records (Virgin EMI) era uma gravadora de propriedade da Universal Music Group.Ela foi criada a partir da fusão das filiais britânicas das gravadoras EMI, Island, Mercury e Virgin. Em junho de 2020, a gravadora foi renomeada EMI Records e operou a Virgin como um selo da nova EMI. Atualmente, Virgin Records foi reestabecida como componente do Virgin Music Group (VMG) e com distribuição pela EMI no Reino Unido e VMG - tanto nos Estados Unidos quanto nos mercados internacionais.
Os artistas do selo Virgin EMI incluiam Katy Perry, 30 Seconds to Mars, Justin Bieber, Jake Bugg, Chase & Status, Elton John, Rihanna, Emeli Sandé, Taylor Swift, Charlie Brown Jr., Paul McCartney, U2, Bon Jovi, Cage the Elephant, Willie Nelson, Massive Attack, Alice In Chains, Kanye West, Metallica, Black Sabbath e Florence and the Machine.
Além disso, Mike Oldfield, cujo clássico álbum Tubular Bells ajudou a lançar a primeira encarnação da Virgin Records, teve toda a discografia relançada pela Virgin EMI, já que estava sob contrato com a Mercury. O contrato incluiu 2 lançamentos - Man At Rocks & Return To Ommandown.
Virgin EMI deteve o catálogo da banda Queen, bem como dos álbuns solos dos integrantes Freddie Mercury, Roger Taylor e Brian May.
A Virgin EMI distribuiu os lançamentos do Island Def Jam Music Group no Reino Unido, o que antes era feito pela Mercury Records.